# Volta a Llombardia 2021
La Volta a Llombardia 2021, 115a edició de la Volta a Llombardia, es disputà el dissabte 9 de setembre de 2021, amb un recorregut de 239 km entre Como i Bèrgam. La cursa formava part de l'UCI World Tour 2021.
El vencedor final fou l'eslovè Tadej Pogačar (UAE Team Emirates), que s'imposà a l'esprint a l'italià Fausto Masnada (Deceuninck-Quick Step). Completà el podi el britànic Adam Yates (Ineos Grenadiers).

## Equips participants
El 19 equips UCI World Tour són presents en aquesta cursa, així com sis UCI ProTeams convidats:
| WorldTeams (19)- Deceuninck-Quick Step - AG2R Citroën Team - Astana-Premier Tech - Bahrain Victorious - Bora-Hansgrohe - Cofidis - EF Education-Nippo - Groupama-FDJ - Ineos Grenadiers - Intermarché-Wanty-Gobert Matériaux - Israel Start-Up Nation - Jumbo-Visma - Lotto Soudal - Movistar Team - Team BikeExchange - Team DSM - Qhubeka NextHash - Trek-Segafredo - UAE Team Emirates ProTeams (6)- Alpecin-Fenix - Androni Giocattoli-Sidermec - Bardiani CSF Faizanè - Eolo-Kometa - Arkéa-Samsic - Vini Zabù |
| |

## Classificació final
| \| Classificació general \| Classificació general \| Classificació general \| Classificació general \| Classificació general \| \| Corredor \| Corredor \| Equip \| Temps \| \| \| --------------------- \| --------------------------- \| ---------------------- \| --------------------- \| --------------------- \| \| 1r \| Tadej Pogačar \| UAE Team Emirates \| 6h 01' 39" \| \| \| 2n \| Fausto Masnada \| Deceuninck-Quick Step \| + 0" \| \| \| 3r \| Adam Yates \| Ineos Grenadiers \| + 51" \| \| \| 4t \| Primož Roglič \| Jumbo-Visma \| + 51" \| \| \| 5è \| Alejandro Valverde Belmonte \| Movistar Team \| + 51" \| \| \| 6è \| Julian Alaphilippe \| Deceuninck-Quick Step \| + 51" \| \| \| 7è \| David Gaudu \| Groupama-FDJ \| + 51" \| \| \| 8è \| Romain Bardet \| Team DSM \| + 51" \| \| \| 9è \| Michael Woods \| Israel Start-Up Nation \| + 51" \| \| \| 10è \| Sergio Higuita García \| EF Education-Nippo \| + 2' 25" \| \| \| 11è \| Nairo Quintana Rojas \| Arkéa-Samsic \| + 2' 25" \| \| \| 12è \| Attila Valter \| Groupama-FDJ \| + 2' 25" \| \| \| 13è \| Vincenzo Nibali \| Trek-Segafredo \| + 2' 25" \| \| \| 14è \| Jonas Vingegaard \| Jumbo-Visma \| + 2' 25" \| \| \| 15è \| Lorenzo Fortunato \| Eolo-Kometa \| + 2' 25" \| \| \| 16è \| Nélson Oliveira \| Movistar Team \| + 2' 25" \| \| \| 17è \| Pàvel Sivakov \| Ineos Grenadiers \| + 2' 35" \| \| \| 18è \| Mikel Nieve Iturralde \| BikeExchange \| + 2' 49" \| \| \| 19è \| Remco Evenepoel \| Deceuninck-Quick Step \| + 3' 13" \| \| \| 20è \| Bauke Mollema \| Trek-Segafredo \| + 3' 23" \| \| |                             |                        |            |
| |                             |                        |            |
| Font: ProCyclingStats |                             |                        |            |
| Classificació general |                             |                        |            |
| Corredor | Corredor                    | Equip                  | Temps      |
| 1r | Tadej Pogačar               | UAE Team Emirates      | 6h 01' 39" |
| 2n | Fausto Masnada              | Deceuninck-Quick Step  | + 0"       |
| 3r | Adam Yates                  | Ineos Grenadiers       | + 51"      |
| 4t | Primož Roglič               | Jumbo-Visma            | + 51"      |
| 5è | Alejandro Valverde Belmonte | Movistar Team          | + 51"      |
| 6è | Julian Alaphilippe          | Deceuninck-Quick Step  | + 51"      |
| 7è | David Gaudu                 | Groupama-FDJ           | + 51"      |
| 8è | Romain Bardet               | Team DSM               | + 51"      |
| 9è | Michael Woods               | Israel Start-Up Nation | + 51"      |
| 10è | Sergio Higuita García       | EF Education-Nippo     | + 2' 25"   |
| 11è | Nairo Quintana Rojas        | Arkéa-Samsic           | + 2' 25"   |
| 12è | Attila Valter               | Groupama-FDJ           | + 2' 25"   |
| 13è | Vincenzo Nibali             | Trek-Segafredo         | + 2' 25"   |
| 14è | Jonas Vingegaard            | Jumbo-Visma            | + 2' 25"   |
| 15è | Lorenzo Fortunato           | Eolo-Kometa            | + 2' 25"   |
| 16è | Nélson Oliveira             | Movistar Team          | + 2' 25"   |
| 17è | Pàvel Sivakov               | Ineos Grenadiers       | + 2' 35"   |
| 18è | Mikel Nieve Iturralde       | BikeExchange           | + 2' 49"   |
| 19è | Remco Evenepoel             | Deceuninck-Quick Step  | + 3' 13"   |
| 20è | Bauke Mollema               | Trek-Segafredo         | + 3' 23"   |

## Llista de participants
| Deceuninck-Quick Step DQT | Deceuninck-Quick Step DQT       | Deceuninck-Quick Step DQT |
| ------------------------- | ------------------------------- | ------------------------- |
| Núm                       | Ciclista                        | Pos                       |
| 1                         | Julian Alaphilippe (FRA) (ruta) | 6è                        |
| 2                         | João Almeida (POR)              | 40è                       |
| 3                         | Andrea Bagioli (ITA)            | 70è                       |
| 4                         | Fausto Masnada (ITA)            | 2n                        |
| 5                         | Dries Devenyns (BEL)            | DNF                       |
| 6                         | Remco Evenepoel (BEL)           | 19è                       |
| 7                         | Pieter Serry (BEL)              | DNF                       |

| AG2R Citroën Team ACT | AG2R Citroën Team ACT        | AG2R Citroën Team ACT |
| --------------------- | ---------------------------- | --------------------- |
| Núm                   | Ciclista                     | Pos                   |
| 11                    | Clément Berthet (FRA)        | 46è                   |
| 12                    | Geoffrey Bouchard (FRA)      | 32è                   |
| 13                    | Clément Champoussin (FRA)    | 62è                   |
| 14                    | Benoît Cosnefroy (FRA)       | DNF                   |
| 15                    | Jaakko Hänninen (FIN)        | DNF                   |
| 16                    | Aurélien Paret-Peintre (FRA) | 34è                   |
| 17                    | Lawrence Warbasse (USA)      | 31è                   |

| Alpecin-Fenix AFC | Alpecin-Fenix AFC       | Alpecin-Fenix AFC |
| ----------------- | ----------------------- | ----------------- |
| Núm               | Ciclista                | Pos               |
| 21                | Floris De Tier (BEL)    | DNF               |
| 22                | Jimmy Janssens (BEL)    | DNF               |
| 23                | Xandro Meurisse (BEL)   | DNF               |
| 24                | Kristian Sbaragli (ITA) | 47è               |
| 25                | Ben Tulett (GBR)        | 21è               |
| 26                | Petr Vakoč (CZE)        | DNF               |
| 27                | Louis Vervaeke (BEL)    | 74è               |

| Androni Giocattoli-Sidermec ANS | Androni Giocattoli-Sidermec ANS | Androni Giocattoli-Sidermec ANS |
| ------------------------------- | ------------------------------- | ------------------------------- |
| Núm                             | Ciclista                        | Pos                             |
| 31                              | Mattia Bais (ITA)               | 67è                             |
| 32                              | Alexander Cepeda (ECU)          | DNF                             |
| 33                              | Daniel Muñoz (COL)              | DNF                             |
| 34                              | Simone Ravanelli (ITA)          | 66è                             |
| 35                              | Eduardo Sepúlveda (ARG)         | 94è                             |
| 36                              | Filippo Tagliani (ITA)          | DNF                             |
| 37                              | Nicola Venchiarutti (ITA)       | DNF                             |

| Astana-Premier Tech APT | Astana-Premier Tech APT   | Astana-Premier Tech APT |
| ----------------------- | ------------------------- | ----------------------- |
| Núm                     | Ciclista                  | Pos                     |
| 41                      | Aleksandr Vlàssov (RUS)   | 39è                     |
| 42                      | Samuele Battistella (ITA) | DNF                     |
| 43                      | Manuele Boaro (ITA)       | DNF                     |
| 44                      | Rodrigo Contreras (COL)   | DNF                     |
| 45                      | Fabio Felline (ITA)       | DNF                     |
| 46                      | Aleksei Lutsenko (KAZ)    | DNF                     |
| 47                      | Matteo Sobrero (ITA)      | DNF                     |

| Bahrain Victorious TBV | Bahrain Victorious TBV          | Bahrain Victorious TBV |
| ---------------------- | ------------------------------- | ---------------------- |
| Núm                    | Ciclista                        | Pos                    |
| 51                     | Dylan Teuns (BEL)               | 37è                    |
| 52                     | Santiago Buitrago Sánchez (COL) | 101è                   |
| 53                     | Mikel Landa Meana (ESP)         | DNF                    |
| 54                     | Matej Mohorič (SLO)             | DNF                    |
| 55                     | Domen Novak (SLO)               | 77è                    |
| 56                     | Hermann Pernsteiner (AUT)       | 97è                    |
| 57                     | Stephen Williams (GBR)          | DNF                    |

| Bardiani CSF Faizanè BCF | Bardiani CSF Faizanè BCF | Bardiani CSF Faizanè BCF |
| ------------------------ | ------------------------ | ------------------------ |
| Núm                      | Ciclista                 | Pos                      |
| 61                       | Giovanni Carboni (ITA)   | DNF                      |
| 62                       | Luca Covili (ITA)        | 79è                      |
| 63                       | Filippo Fiorelli (ITA)   | DNF                      |
| 64                       | Davide Gabburo (ITA)     | 95è                      |
| 65                       | Andrea Garosio (ITA)     | 49è                      |
| 66                       | Alessandro Monaco (ITA)  | 105è                     |
| 67                       | Daniel Savini (ITA)      | 96è                      |

| Bora-Hansgrohe BOH | Bora-Hansgrohe BOH          | Bora-Hansgrohe BOH |
| ------------------ | --------------------------- | ------------------ |
| Núm                | Ciclista                    | Pos                |
| 71                 | Cesare Benedetti (POL)      | DNF                |
| 72                 | Giovanni Aleotti (ITA)      | DNF                |
| 73                 | Emanuel Buchmann (GER)      | DNF                |
| 74                 | Matteo Fabbro (ITA)         | 68è                |
| 75                 | Felix Großschartner (AUT)   | 41è                |
| 76                 | Patrick Konrad (AUT) (ruta) | 55è                |
| 77                 | Ide Schelling (NED)         | DNF                |

| Cofidis COF | Cofidis COF                   | Cofidis COF |
| ----------- | ----------------------------- | ----------- |
| Núm         | Ciclista                      | Pos         |
| 81          | Guillaume Martin (FRA)        | 44è         |
| 82          | Natnael Berhane (ERI)         | DNF         |
| 83          | Thomas Champion (FRA)         | 90è         |
| 84          | Rubén Fernández Andújar (ESP) | 92è         |
| 85          | Simon Geschke (GER)           | 93è         |
| 86          | Victor Lafay (FRA)            | DNF         |
| 87          | Rémy Rochas (FRA)             | DNF         |

| EF Education-Nippo EFN | EF Education-Nippo EFN      | EF Education-Nippo EFN |
| ---------------------- | --------------------------- | ---------------------- |
| Núm                    | Ciclista                    | Pos                    |
| 91                     | Rigoberto Urán (COL)        | 56è                    |
| 92                     | William Barta (USA)         | 106è                   |
| 93                     | Diego Camargo Pineda (COL)  | DNF                    |
| 94                     | Daniel Arroyave Cañas (COL) | DNF                    |
| 95                     | Sergio Higuita García (COL) | 10è                    |
| 96                     | Neilson Powless (USA)       | 51è                    |
| 97                     | James Whelan (AUS)          | DNF                    |

| Eolo-Kometa EOK | Eolo-Kometa EOK         | Eolo-Kometa EOK |
| --------------- | ----------------------- | --------------- |
| Núm             | Ciclista                | Pos             |
| 101             | Lorenzo Fortunato (ITA) | 15è             |
| 102             | Vincenzo Albanese (ITA) | DNF             |
| 103             | Davide Bais (ITA)       | DNF             |
| 104             | Mark Christian (GBR)    | 61è             |
| 105             | Erik Fetter (HUN)       | DNF             |
| 106             | Francesco Gavazzi (ITA) | DNF             |
| 107             | Edward Ravasi (ITA)     | 81è             |

| Groupama-FDJ GFC | Groupama-FDJ GFC            | Groupama-FDJ GFC |
| ---------------- | --------------------------- | ---------------- |
| Núm              | Ciclista                    | Pos              |
| 111              | Thibaut Pinot (FRA)         | 50è              |
| 112              | Matteo Badilatti (SUI)      | 35è              |
| 113              | David Gaudu (FRA)           | 7è               |
| 114              | Mathieu Ladagnous (FRA)     | DNF              |
| 115              | Sébastien Reichenbach (SUI) | 60è              |
| 116              | Anthony Roux (FRA)          | DNF              |
| 117              | Attila Valter (HUN)         | 12è              |

| Ineos Grenadiers IGD | Ineos Grenadiers IGD               | Ineos Grenadiers IGD |
| -------------------- | ---------------------------------- | -------------------- |
| Núm                  | Ciclista                           | Pos                  |
| 121                  | Adam Yates (GBR)                   | 3r                   |
| 122                  | Jonathan Castroviejo Nicolás (ESP) | 63è                  |
| 123                  | Edward Dunbar (IRL)                | 87è                  |
| 124                  | Tao Geoghegan Hart (GBR)           | 57è                  |
| 125                  | Ben Swift (GBR) (ruta)             | 98è                  |
| 126                  | Gianni Moscon (ITA)                | DNF                  |
| 127                  | Pàvel Sivakov (RUS)                | 17è                  |

| Intermarché-Wanty-Gobert Matériaux IWG | Intermarché-Wanty-Gobert Matériaux IWG | Intermarché-Wanty-Gobert Matériaux IWG |
| -------------------------------------- | -------------------------------------- | -------------------------------------- |
| Núm                                    | Ciclista                               | Pos                                    |
| 131                                    | Jan Bakelants (BEL)                    | 54è                                    |
| 132                                    | Jan Hirt (CZE)                         | DNF                                    |
| 133                                    | Louis Meintjes (RSA)                   | DNF                                    |
| 134                                    | Simone Petilli (ITA)                   | 42è                                    |
| 135                                    | Lorenzo Rota (ITA)                     | 28è                                    |
| 136                                    | Rein Taaramäe (EST)                    | 75è                                    |
| 137                                    | Odd Christian Eiking (NOR)             | 53è                                    |

| Israel Start-Up Nation ISN | Israel Start-Up Nation ISN | Israel Start-Up Nation ISN |
| -------------------------- | -------------------------- | -------------------------- |
| Núm                        | Ciclista                   | Pos                        |
| 141                        | Daniel Martin (IRL)        | 38è                        |
| 142                        | Christopher Froome (GBR)   | DNF                        |
| 143                        | Omer Goldstein (ISR)       | DNF                        |
| 144                        | Ben Hermans (BEL)          | DNF                        |
| 145                        | Reto Hollenstein (SUI)     | 73è                        |
| 146                        | James Piccoli (CAN)        | DNF                        |
| 147                        | Michael Woods (CAN)        | 9è                         |

| Jumbo-Visma TJV | Jumbo-Visma TJV             | Jumbo-Visma TJV |
| --------------- | --------------------------- | --------------- |
| Núm             | Ciclista                    | Pos             |
| 151             | Primož Roglič (SLO)         | 4t              |
| 152             | George Bennett (NZL) (ruta) | 85è             |
| 153             | Koen Bouwman (NED)          | 91è             |
| 154             | Chris Harper (AUS)          | DNF             |
| 155             | Steven Kruijswijk (NED)     | 43è             |
| 156             | Sam Oomen (NED)             | 80è             |
| 157             | Jonas Vingegaard (DEN)      | 14è             |

| Lotto-Soudal LTS | Lotto-Soudal LTS        | Lotto-Soudal LTS |
| ---------------- | ----------------------- | ---------------- |
| Núm              | Ciclista                | Pos              |
| 161              | Tim Wellens (BEL)       | 82è              |
| 162              | Steff Cras (BEL)        | 78è              |
| 163              | Matthew Holmes (GBR)    | DNF              |
| 164              | Andreas Kron (DEN)      | DNF              |
| 165              | Tomasz Marczyński (POL) | 103è             |
| 166              | Maxim Van Gils (BEL)    | DNF              |
| 167              | Harm Vanhoucke (BEL)    | 33è              |

| Movistar Team MOV | Movistar Team MOV                 | Movistar Team MOV |
| ----------------- | --------------------------------- | ----------------- |
| Núm               | Ciclista                          | Pos               |
| 171               | Alejandro Valverde Belmonte (ESP) | 5è                |
| 172               | Dario Cataldo (ITA)               | 45è               |
| 173               | Nélson Oliveira (POR)             | 16è               |
| 174               | Antonio Pedrero López (ESP)       | DNF               |
| 175               | José Joaquín Rojas Gil (ESP)      | 52è               |
| 176               | Gonzalo Serrano Rodríguez (ESP)   | 102è              |
| 177               | Davide Villella (ITA)             | 22è               |

| Arkéa-Samsic ARK | Arkéa-Samsic ARK           | Arkéa-Samsic ARK |
| ---------------- | -------------------------- | ---------------- |
| Núm              | Ciclista                   | Pos              |
| 181              | Nairo Quintana Rojas (COL) | 11è              |
| 182              | Maxime Bouet (FRA)         | 58è              |
| 183              | Winner Anacona Gómez (COL) | DNF              |
| 184              | Élie Gesbert (FRA)         | DNF              |
| 185              | Romain Hardy (FRA)         | DNF              |
| 186              | Łukasz Owsian (POL)        | DNF              |
| 187              | Dayer Quintana Rojas (COL) | 76è              |

| BikeExchange BEX | BikeExchange BEX              | BikeExchange BEX |
| ---------------- | ----------------------------- | ---------------- |
| Núm              | Ciclista                      | Pos              |
| 191              | Simon Yates (GBR)             | 86è              |
| 192              | Kevin Colleoni (ITA)          | 84è              |
| 193              | Damien Howson (AUS)           | 100è             |
| 194              | Christopher Juul-Jensen (DEN) | 104è             |
| 195              | Mikel Nieve Iturralde (ESP)   | 18è              |
| 196              | Nick Schultz (AUS)            | 59è              |
| 197              | Andrei Zeits (KAZ)            | 48è              |

| Team DSM DSM | Team DSM DSM             | Team DSM DSM |
| ------------ | ------------------------ | ------------ |
| Núm          | Ciclista                 | Pos          |
| 201          | Romain Bardet (FRA)      | 8è           |
| 202          | Thymen Arensman (NED)    | 88è          |
| 203          | Tiesj Benoot (BEL)       | 29è          |
| 204          | Mark Donovan (GBR)       | 89è          |
| 205          | Chris Hamilton (AUS)     | 64è          |
| 206          | Andreas Leknessund (NOR) | 107è         |
| 207          | Michael Storer (AUS)     | 25è          |

| Qhubeka NextHash TQA | Qhubeka NextHash TQA     | Qhubeka NextHash TQA |
| -------------------- | ------------------------ | -------------------- |
| Núm                  | Ciclista                 | Pos                  |
| 211                  | Domenico Pozzovivo (ITA) | 30è                  |
| 212                  | Sean Bennett (USA)       | DNF                  |
| 213                  | Victor Campenaerts (BEL) | 99è                  |
| 214                  | Andreas Stokbro (DEN)    | DNF                  |
| 215                  | Mauro Schmid (SUI)       | DNF                  |
| 216                  | Dylan Sunderland (AUS)   | DNF                  |
| 217                  | Karel Vacek (CZE)        | DNF                  |

| Trek-Segafredo TFS | Trek-Segafredo TFS           | Trek-Segafredo TFS |
| ------------------ | ---------------------------- | ------------------ |
| Núm                | Ciclista                     | Pos                |
| 221                | Bauke Mollema (NED)          | 20è                |
| 222                | Gianluca Brambilla (ITA)     | DNF                |
| 223                | Niklas Eg (DEN)              | DNF                |
| 224                | Amanuel Gebrezgabihier (ERI) | 26è                |
| 225                | Antonio Tiberi (ITA)         | 83è                |
| 226                | Vincenzo Nibali (ITA)        | 13è                |
| 227                | Toms Skujiņš (LAT) (ruta)    | 27è                |

| UAE Team Emirates UAD | UAE Team Emirates UAD | UAE Team Emirates UAD |
| --------------------- | --------------------- | --------------------- |
| Núm                   | Ciclista              | Pos                   |
| 231                   | Tadej Pogačar (SLO)   | 1r                    |
| 232                   | Davide Formolo (ITA)  | 69è                   |
| 233                   | Marc Hirschi (SUI)    | 36è                   |
| 234                   | Rafał Majka (POL)     | 24è                   |
| 235                   | Brandon McNulty (USA) | 65è                   |
| 236                   | Jan Polanc (SLO)      | DNF                   |
| 237                   | Diego Ulissi (ITA)    | 23è                   |

| Vini Zabù THR | Vini Zabù THR              | Vini Zabù THR |
| ------------- | -------------------------- | ------------- |
| Núm           | Ciclista                   | Pos           |
| 241           | Edoardo Zardini (ITA)      | 72è           |
| 242           | Simone Bevilacqua (ITA)    | DNF           |
| 243           | Marco Frapporti (ITA)      | DNF           |
| 244           | Jakub Mareczko (ITA)       | DNF           |
| 245           | Davide Orrico (ITA)        | 71è           |
| 246           | Daniel Pearson (GBR)       | DNF           |
| 247           | Riccardo Stacchiotti (ITA) | DNF           |

| Deceuninck-Quick Step DQT | Deceuninck-Quick Step DQT       | Deceuninck-Quick Step DQT |
| ------------------------- | ------------------------------- | ------------------------- |
| Núm                       | Ciclista                        | Pos                       |
| 1                         | Julian Alaphilippe (FRA) (ruta) | 6è                        |
| 2                         | João Almeida (POR)              | 40è                       |
| 3                         | Andrea Bagioli (ITA)            | 70è                       |
| 4                         | Fausto Masnada (ITA)            | 2n                        |
| 5                         | Dries Devenyns (BEL)            | DNF                       |
| 6                         | Remco Evenepoel (BEL)           | 19è                       |
| 7                         | Pieter Serry (BEL)              | DNF                       |

| AG2R Citroën Team ACT | AG2R Citroën Team ACT        | AG2R Citroën Team ACT |
| --------------------- | ---------------------------- | --------------------- |
| Núm                   | Ciclista                     | Pos                   |
| 11                    | Clément Berthet (FRA)        | 46è                   |
| 12                    | Geoffrey Bouchard (FRA)      | 32è                   |
| 13                    | Clément Champoussin (FRA)    | 62è                   |
| 14                    | Benoît Cosnefroy (FRA)       | DNF                   |
| 15                    | Jaakko Hänninen (FIN)        | DNF                   |
| 16                    | Aurélien Paret-Peintre (FRA) | 34è                   |
| 17                    | Lawrence Warbasse (USA)      | 31è                   |

| Alpecin-Fenix AFC | Alpecin-Fenix AFC       | Alpecin-Fenix AFC |
| ----------------- | ----------------------- | ----------------- |
| Núm               | Ciclista                | Pos               |
| 21                | Floris De Tier (BEL)    | DNF               |
| 22                | Jimmy Janssens (BEL)    | DNF               |
| 23                | Xandro Meurisse (BEL)   | DNF               |
| 24                | Kristian Sbaragli (ITA) | 47è               |
| 25                | Ben Tulett (GBR)        | 21è               |
| 26                | Petr Vakoč (CZE)        | DNF               |
| 27                | Louis Vervaeke (BEL)    | 74è               |

| Androni Giocattoli-Sidermec ANS | Androni Giocattoli-Sidermec ANS | Androni Giocattoli-Sidermec ANS |
| ------------------------------- | ------------------------------- | ------------------------------- |
| Núm                             | Ciclista                        | Pos                             |
| 31                              | Mattia Bais (ITA)               | 67è                             |
| 32                              | Alexander Cepeda (ECU)          | DNF                             |
| 33                              | Daniel Muñoz (COL)              | DNF                             |
| 34                              | Simone Ravanelli (ITA)          | 66è                             |
| 35                              | Eduardo Sepúlveda (ARG)         | 94è                             |
| 36                              | Filippo Tagliani (ITA)          | DNF                             |
| 37                              | Nicola Venchiarutti (ITA)       | DNF                             |

| Astana-Premier Tech APT | Astana-Premier Tech APT   | Astana-Premier Tech APT |
| ----------------------- | ------------------------- | ----------------------- |
| Núm                     | Ciclista                  | Pos                     |
| 41                      | Aleksandr Vlàssov (RUS)   | 39è                     |
| 42                      | Samuele Battistella (ITA) | DNF                     |
| 43                      | Manuele Boaro (ITA)       | DNF                     |
| 44                      | Rodrigo Contreras (COL)   | DNF                     |
| 45                      | Fabio Felline (ITA)       | DNF                     |
| 46                      | Aleksei Lutsenko (KAZ)    | DNF                     |
| 47                      | Matteo Sobrero (ITA)      | DNF                     |

| Bahrain Victorious TBV | Bahrain Victorious TBV          | Bahrain Victorious TBV |
| ---------------------- | ------------------------------- | ---------------------- |
| Núm                    | Ciclista                        | Pos                    |
| 51                     | Dylan Teuns (BEL)               | 37è                    |
| 52                     | Santiago Buitrago Sánchez (COL) | 101è                   |
| 53                     | Mikel Landa Meana (ESP)         | DNF                    |
| 54                     | Matej Mohorič (SLO)             | DNF                    |
| 55                     | Domen Novak (SLO)               | 77è                    |
| 56                     | Hermann Pernsteiner (AUT)       | 97è                    |
| 57                     | Stephen Williams (GBR)          | DNF                    |

| Bardiani CSF Faizanè BCF | Bardiani CSF Faizanè BCF | Bardiani CSF Faizanè BCF |
| ------------------------ | ------------------------ | ------------------------ |
| Núm                      | Ciclista                 | Pos                      |
| 61                       | Giovanni Carboni (ITA)   | DNF                      |
| 62                       | Luca Covili (ITA)        | 79è                      |
| 63                       | Filippo Fiorelli (ITA)   | DNF                      |
| 64                       | Davide Gabburo (ITA)     | 95è                      |
| 65                       | Andrea Garosio (ITA)     | 49è                      |
| 66                       | Alessandro Monaco (ITA)  | 105è                     |
| 67                       | Daniel Savini (ITA)      | 96è                      |

| Bora-Hansgrohe BOH | Bora-Hansgrohe BOH          | Bora-Hansgrohe BOH |
| ------------------ | --------------------------- | ------------------ |
| Núm                | Ciclista                    | Pos                |
| 71                 | Cesare Benedetti (POL)      | DNF                |
| 72                 | Giovanni Aleotti (ITA)      | DNF                |
| 73                 | Emanuel Buchmann (GER)      | DNF                |
| 74                 | Matteo Fabbro (ITA)         | 68è                |
| 75                 | Felix Großschartner (AUT)   | 41è                |
| 76                 | Patrick Konrad (AUT) (ruta) | 55è                |
| 77                 | Ide Schelling (NED)         | DNF                |

| Cofidis COF | Cofidis COF                   | Cofidis COF |
| ----------- | ----------------------------- | ----------- |
| Núm         | Ciclista                      | Pos         |
| 81          | Guillaume Martin (FRA)        | 44è         |
| 82          | Natnael Berhane (ERI)         | DNF         |
| 83          | Thomas Champion (FRA)         | 90è         |
| 84          | Rubén Fernández Andújar (ESP) | 92è         |
| 85          | Simon Geschke (GER)           | 93è         |
| 86          | Victor Lafay (FRA)            | DNF         |
| 87          | Rémy Rochas (FRA)             | DNF         |

| EF Education-Nippo EFN | EF Education-Nippo EFN      | EF Education-Nippo EFN |
| ---------------------- | --------------------------- | ---------------------- |
| Núm                    | Ciclista                    | Pos                    |
| 91                     | Rigoberto Urán (COL)        | 56è                    |
| 92                     | William Barta (USA)         | 106è                   |
| 93                     | Diego Camargo Pineda (COL)  | DNF                    |
| 94                     | Daniel Arroyave Cañas (COL) | DNF                    |
| 95                     | Sergio Higuita García (COL) | 10è                    |
| 96                     | Neilson Powless (USA)       | 51è                    |
| 97                     | James Whelan (AUS)          | DNF                    |

| Eolo-Kometa EOK | Eolo-Kometa EOK         | Eolo-Kometa EOK |
| --------------- | ----------------------- | --------------- |
| Núm             | Ciclista                | Pos             |
| 101             | Lorenzo Fortunato (ITA) | 15è             |
| 102             | Vincenzo Albanese (ITA) | DNF             |
| 103             | Davide Bais (ITA)       | DNF             |
| 104             | Mark Christian (GBR)    | 61è             |
| 105             | Erik Fetter (HUN)       | DNF             |
| 106             | Francesco Gavazzi (ITA) | DNF             |
| 107             | Edward Ravasi (ITA)     | 81è             |

| Groupama-FDJ GFC | Groupama-FDJ GFC            | Groupama-FDJ GFC |
| ---------------- | --------------------------- | ---------------- |
| Núm              | Ciclista                    | Pos              |
| 111              | Thibaut Pinot (FRA)         | 50è              |
| 112              | Matteo Badilatti (SUI)      | 35è              |
| 113              | David Gaudu (FRA)           | 7è               |
| 114              | Mathieu Ladagnous (FRA)     | DNF              |
| 115              | Sébastien Reichenbach (SUI) | 60è              |
| 116              | Anthony Roux (FRA)          | DNF              |
| 117              | Attila Valter (HUN)         | 12è              |

| Ineos Grenadiers IGD | Ineos Grenadiers IGD               | Ineos Grenadiers IGD |
| -------------------- | ---------------------------------- | -------------------- |
| Núm                  | Ciclista                           | Pos                  |
| 121                  | Adam Yates (GBR)                   | 3r                   |
| 122                  | Jonathan Castroviejo Nicolás (ESP) | 63è                  |
| 123                  | Edward Dunbar (IRL)                | 87è                  |
| 124                  | Tao Geoghegan Hart (GBR)           | 57è                  |
| 125                  | Ben Swift (GBR) (ruta)             | 98è                  |
| 126                  | Gianni Moscon (ITA)                | DNF                  |
| 127                  | Pàvel Sivakov (RUS)                | 17è                  |

| Intermarché-Wanty-Gobert Matériaux IWG | Intermarché-Wanty-Gobert Matériaux IWG | Intermarché-Wanty-Gobert Matériaux IWG |
| -------------------------------------- | -------------------------------------- | -------------------------------------- |
| Núm                                    | Ciclista                               | Pos                                    |
| 131                                    | Jan Bakelants (BEL)                    | 54è                                    |
| 132                                    | Jan Hirt (CZE)                         | DNF                                    |
| 133                                    | Louis Meintjes (RSA)                   | DNF                                    |
| 134                                    | Simone Petilli (ITA)                   | 42è                                    |
| 135                                    | Lorenzo Rota (ITA)                     | 28è                                    |
| 136                                    | Rein Taaramäe (EST)                    | 75è                                    |
| 137                                    | Odd Christian Eiking (NOR)             | 53è                                    |

| Israel Start-Up Nation ISN | Israel Start-Up Nation ISN | Israel Start-Up Nation ISN |
| -------------------------- | -------------------------- | -------------------------- |
| Núm                        | Ciclista                   | Pos                        |
| 141                        | Daniel Martin (IRL)        | 38è                        |
| 142                        | Christopher Froome (GBR)   | DNF                        |
| 143                        | Omer Goldstein (ISR)       | DNF                        |
| 144                        | Ben Hermans (BEL)          | DNF                        |
| 145                        | Reto Hollenstein (SUI)     | 73è                        |
| 146                        | James Piccoli (CAN)        | DNF                        |
| 147                        | Michael Woods (CAN)        | 9è                         |

| Jumbo-Visma TJV | Jumbo-Visma TJV             | Jumbo-Visma TJV |
| --------------- | --------------------------- | --------------- |
| Núm             | Ciclista                    | Pos             |
| 151             | Primož Roglič (SLO)         | 4t              |
| 152             | George Bennett (NZL) (ruta) | 85è             |
| 153             | Koen Bouwman (NED)          | 91è             |
| 154             | Chris Harper (AUS)          | DNF             |
| 155             | Steven Kruijswijk (NED)     | 43è             |
| 156             | Sam Oomen (NED)             | 80è             |
| 157             | Jonas Vingegaard (DEN)      | 14è             |

| Lotto-Soudal LTS | Lotto-Soudal LTS        | Lotto-Soudal LTS |
| ---------------- | ----------------------- | ---------------- |
| Núm              | Ciclista                | Pos              |
| 161              | Tim Wellens (BEL)       | 82è              |
| 162              | Steff Cras (BEL)        | 78è              |
| 163              | Matthew Holmes (GBR)    | DNF              |
| 164              | Andreas Kron (DEN)      | DNF              |
| 165              | Tomasz Marczyński (POL) | 103è             |
| 166              | Maxim Van Gils (BEL)    | DNF              |
| 167              | Harm Vanhoucke (BEL)    | 33è              |

| Movistar Team MOV | Movistar Team MOV                 | Movistar Team MOV |
| ----------------- | --------------------------------- | ----------------- |
| Núm               | Ciclista                          | Pos               |
| 171               | Alejandro Valverde Belmonte (ESP) | 5è                |
| 172               | Dario Cataldo (ITA)               | 45è               |
| 173               | Nélson Oliveira (POR)             | 16è               |
| 174               | Antonio Pedrero López (ESP)       | DNF               |
| 175               | José Joaquín Rojas Gil (ESP)      | 52è               |
| 176               | Gonzalo Serrano Rodríguez (ESP)   | 102è              |
| 177               | Davide Villella (ITA)             | 22è               |

| Arkéa-Samsic ARK | Arkéa-Samsic ARK           | Arkéa-Samsic ARK |
| ---------------- | -------------------------- | ---------------- |
| Núm              | Ciclista                   | Pos              |
| 181              | Nairo Quintana Rojas (COL) | 11è              |
| 182              | Maxime Bouet (FRA)         | 58è              |
| 183              | Winner Anacona Gómez (COL) | DNF              |
| 184              | Élie Gesbert (FRA)         | DNF              |
| 185              | Romain Hardy (FRA)         | DNF              |
| 186              | Łukasz Owsian (POL)        | DNF              |
| 187              | Dayer Quintana Rojas (COL) | 76è              |

| BikeExchange BEX | BikeExchange BEX              | BikeExchange BEX |
| ---------------- | ----------------------------- | ---------------- |
| Núm              | Ciclista                      | Pos              |
| 191              | Simon Yates (GBR)             | 86è              |
| 192              | Kevin Colleoni (ITA)          | 84è              |
| 193              | Damien Howson (AUS)           | 100è             |
| 194              | Christopher Juul-Jensen (DEN) | 104è             |
| 195              | Mikel Nieve Iturralde (ESP)   | 18è              |
| 196              | Nick Schultz (AUS)            | 59è              |
| 197              | Andrei Zeits (KAZ)            | 48è              |

| Team DSM DSM | Team DSM DSM             | Team DSM DSM |
| ------------ | ------------------------ | ------------ |
| Núm          | Ciclista                 | Pos          |
| 201          | Romain Bardet (FRA)      | 8è           |
| 202          | Thymen Arensman (NED)    | 88è          |
| 203          | Tiesj Benoot (BEL)       | 29è          |
| 204          | Mark Donovan (GBR)       | 89è          |
| 205          | Chris Hamilton (AUS)     | 64è          |
| 206          | Andreas Leknessund (NOR) | 107è         |
| 207          | Michael Storer (AUS)     | 25è          |

| Qhubeka NextHash TQA | Qhubeka NextHash TQA     | Qhubeka NextHash TQA |
| -------------------- | ------------------------ | -------------------- |
| Núm                  | Ciclista                 | Pos                  |
| 211                  | Domenico Pozzovivo (ITA) | 30è                  |
| 212                  | Sean Bennett (USA)       | DNF                  |
| 213                  | Victor Campenaerts (BEL) | 99è                  |
| 214                  | Andreas Stokbro (DEN)    | DNF                  |
| 215                  | Mauro Schmid (SUI)       | DNF                  |
| 216                  | Dylan Sunderland (AUS)   | DNF                  |
| 217                  | Karel Vacek (CZE)        | DNF                  |

| Trek-Segafredo TFS | Trek-Segafredo TFS           | Trek-Segafredo TFS |
| ------------------ | ---------------------------- | ------------------ |
| Núm                | Ciclista                     | Pos                |
| 221                | Bauke Mollema (NED)          | 20è                |
| 222                | Gianluca Brambilla (ITA)     | DNF                |
| 223                | Niklas Eg (DEN)              | DNF                |
| 224                | Amanuel Gebrezgabihier (ERI) | 26è                |
| 225                | Antonio Tiberi (ITA)         | 83è                |
| 226                | Vincenzo Nibali (ITA)        | 13è                |
| 227                | Toms Skujiņš (LAT) (ruta)    | 27è                |

| UAE Team Emirates UAD | UAE Team Emirates UAD | UAE Team Emirates UAD |
| --------------------- | --------------------- | --------------------- |
| Núm                   | Ciclista              | Pos                   |
| 231                   | Tadej Pogačar (SLO)   | 1r                    |
| 232                   | Davide Formolo (ITA)  | 69è                   |
| 233                   | Marc Hirschi (SUI)    | 36è                   |
| 234                   | Rafał Majka (POL)     | 24è                   |
| 235                   | Brandon McNulty (USA) | 65è                   |
| 236                   | Jan Polanc (SLO)      | DNF                   |
| 237                   | Diego Ulissi (ITA)    | 23è                   |

| Vini Zabù THR | Vini Zabù THR              | Vini Zabù THR |
| ------------- | -------------------------- | ------------- |
| Núm           | Ciclista                   | Pos           |
| 241           | Edoardo Zardini (ITA)      | 72è           |
| 242           | Simone Bevilacqua (ITA)    | DNF           |
| 243           | Marco Frapporti (ITA)      | DNF           |
| 244           | Jakub Mareczko (ITA)       | DNF           |
| 245           | Davide Orrico (ITA)        | 71è           |
| 246           | Daniel Pearson (GBR)       | DNF           |
| 247           | Riccardo Stacchiotti (ITA) | DNF           |